# كارل ويسترغرين
كارل ويسترغرين (Carl Westergren) هو لاعب أولمبي لرياضة مصارعة من السويد. شارك في الأولمبياد الصيفي في 1920–1932، وفاز بما مجموعه 3 ميداليات.

## الميداليات
| ذهب | فضة | برونز | المجموع |
| 3   | 0   | 0     | 3       |

## روابط خارجية
- كارل ويسترغرين على موقع قاعدة بيانات المصارعة الدولية (الإنجليزية)
- كارل ويسترغرين على موقع أوليمبيديا (الإنجليزية)
- كارل ويسترغرين على موقع اللجنة الأولمبية السويدية (السويدية)